# Мангуп
Мангу́п, Мангу́п-Кале́ (крим. Mangup Qale) — стародавнє місто-фортеця, столиця князівства Феодоро, згодом турецька фортеця. Знаходиться на Мангупському плато (гора Баба-кая) у Криму неподалік села Ходжа Сала Бахчисарайського району. Вже кілька століть, як його покинули останні мешканці.

## Назва
Сучасна назва (про її походження є кілька версій) стала поширеною лише після 1475 року. В 14–15 ст. місто було відоме як Феодоро. Ототожнення пам'ятки з м. Дорос, яке згадується у візантійських джерелах VII—IX ст., має гіпотетичний характер.
Найпоширеніша етимологія виводить назву Мангуп з османського menkûp — «постраждалий», «відлучений», «опальний» — слова, імовірно запозиченого з арабської (можливо через перську), від якого, в свою чергу походить також серб. мангуп — «розбишака» і грец. μαγκούφης — «безхатько», «волоцюга». Османська легенда про походження назви дійшла до нас завдяки Евлії Челебі: «Навіть після того, як Кримська країна була завойована, ця фортеця перебувала в руках невірних сім років. Ґедік Ахмед-паша поклав тут стільки воїнів, що через це сам загинув від гніву султана. Тому цю фортецю й назвали Манкуп — тобто „Злощасна“.»
На думку Трубачова О. М. назва Мангуп походить від індоєвропейського «man kap» — «мати гір», «материнська гора». Пізніше татари переклали назву як «Баба-даг» — «Батьківська гора». Але вперше назва Мангуп з'являється в хозарських джерелах Х ст. (т.з. Листі царя Іосіфа), тож більш імовірне її тюркське, ніж індоєвропейське походження. Натомість О. В. Вус вважає, що ойконім має давньогерманське походження (Manngupf), адже відомо, що в околицях Мангупа впродовж довгого часу жили готи.

## Опис міста

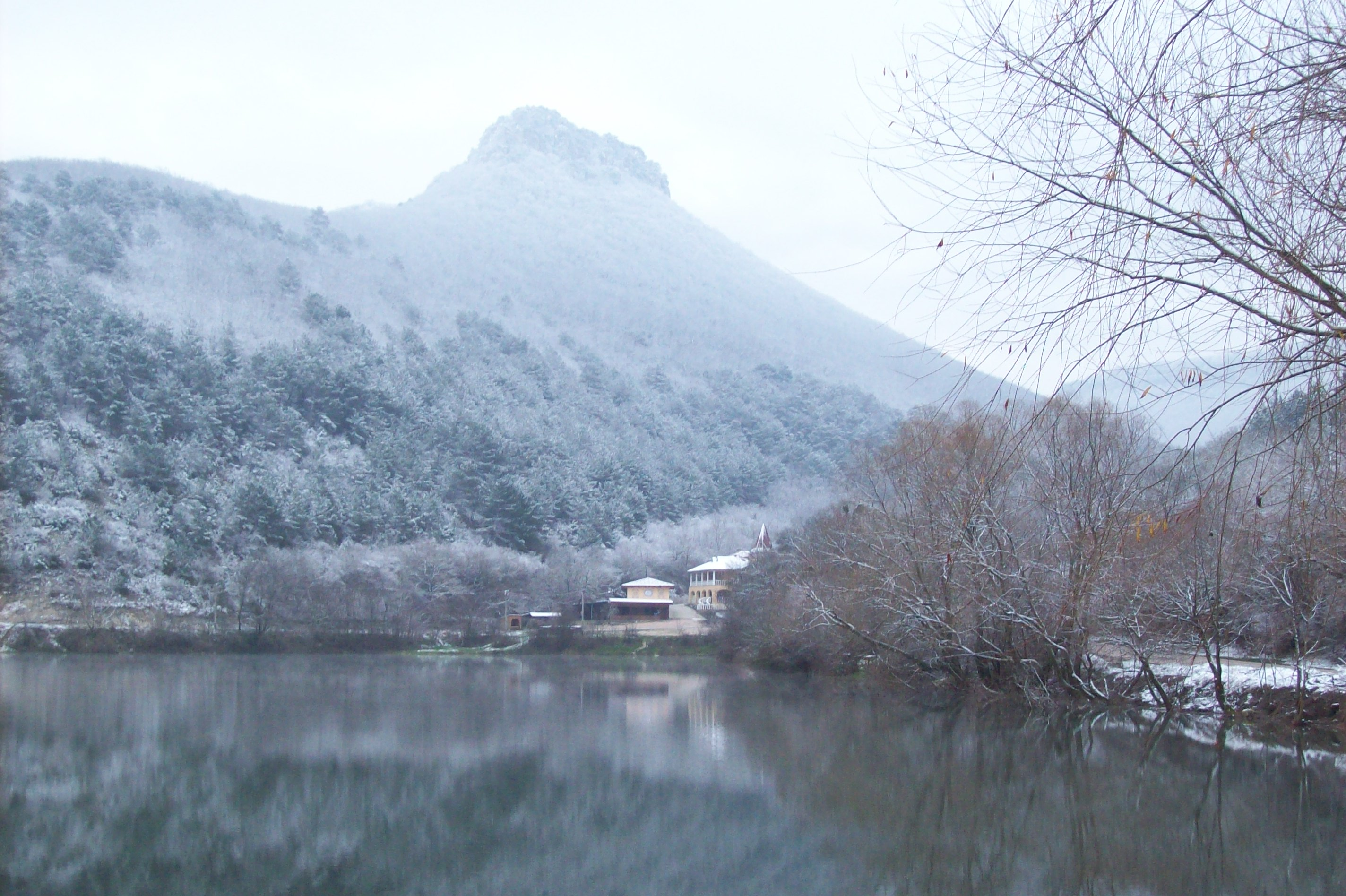
Схили та вершина Чамни-бурун

Висота гори над рівнем моря 584 м. Мангупське плато закінчується скелястими обривами (до 70 м), північний схил прорізаний трьома ярами: Капу-дере («капу» — вхід, брама; «дере» — яр), Гама-дере (Банний яр), Табана-дере (Шкіряний яр). Між ярами — чотири миси: Тешклі-бурун (Дірявий мис), він порізаний печерами; Єллі або Еллі-бурун (Вітряний або — Еллінський мис); Чуфут-Чоарган-бурун (мис заклику юдеїв або караїмів) і мис Чамни-бурун — (Сосновий мис). Мангуп відносять до так званих печерних міст.
Сама природа створила мис Теклі-Бурун у вигляді бастіону. Людям залишилось тільки відокремити цей вузький, обмежений прірвами стрімчак оборонною стіною, довжина якої сягає 102 м, а товщина — 2,8 м. По периметру мису тягнуться численні підземні споруди, більшість яких використовували як військові каземати, вигідно розташовані для знищення неприятеля зверху.
На території мису помітні сліди вирубок вапняку для мурування стін. Тут знаходилась дозорна вежа й печерні каземати, що охороняли підступи до головних воріт Мангупа. У підвалини вежі ведуть сходи, які виводять у простору підземну камеру, передня стіна якої зруйнована й утворює великий отвір, що послужив назві мису: «теклі» означає «дірявий». З печери ще одні сходи ведуть до в'язниці — великої підземної камери з опорним стовпом для підтримання покрівлі.
На кам'янистій поверхні мису видно велику кількість вироблених у скелях споруд для збирання води, для віджиму винограду, а також склепів і часовень. Цікавою гірничою виробкою є споруджена у вапнякових породах вертикальна шахта глибиною 23,6 м, яка поєднувала водоносну щілину й природний грот-накопичувач. Привертає увагу печерна церква Мангупа. Природний грот перед храмом використовували як двір, навпроти розміщувалися споруджені в скелі келії монахів і настоятеля. З церкви починався потайний хід, що виводив з міста в долину. Навіть дорога в місто вирубана в породах гірського плато.
Окрім печерних споруд, на території мису знаходились наземні будівлі, які розпізнаються в рельєфі ґрунту й окремих залишках стін.
До найбільших наземних споруд Мангупа належать цитадель, храм на честь св. Костянтина та Олени, який був споруджений у VI ст. та перебудований у XIV ст. (розміри 31,5 на 26 м), а також палац останніх володарів князівства Феодоро (XIV—XV ст.). На жаль, збереглися тільки невеликі рештки колись величних будівель.
Слід відзначити тісний взаємний зв'язок між поверхневими й підземними об'єктами міста, який простежується через функціональне доповнення одне одного, спільні архітектурні елементи, будівельні матеріали, технологічні засоби.

## Історія

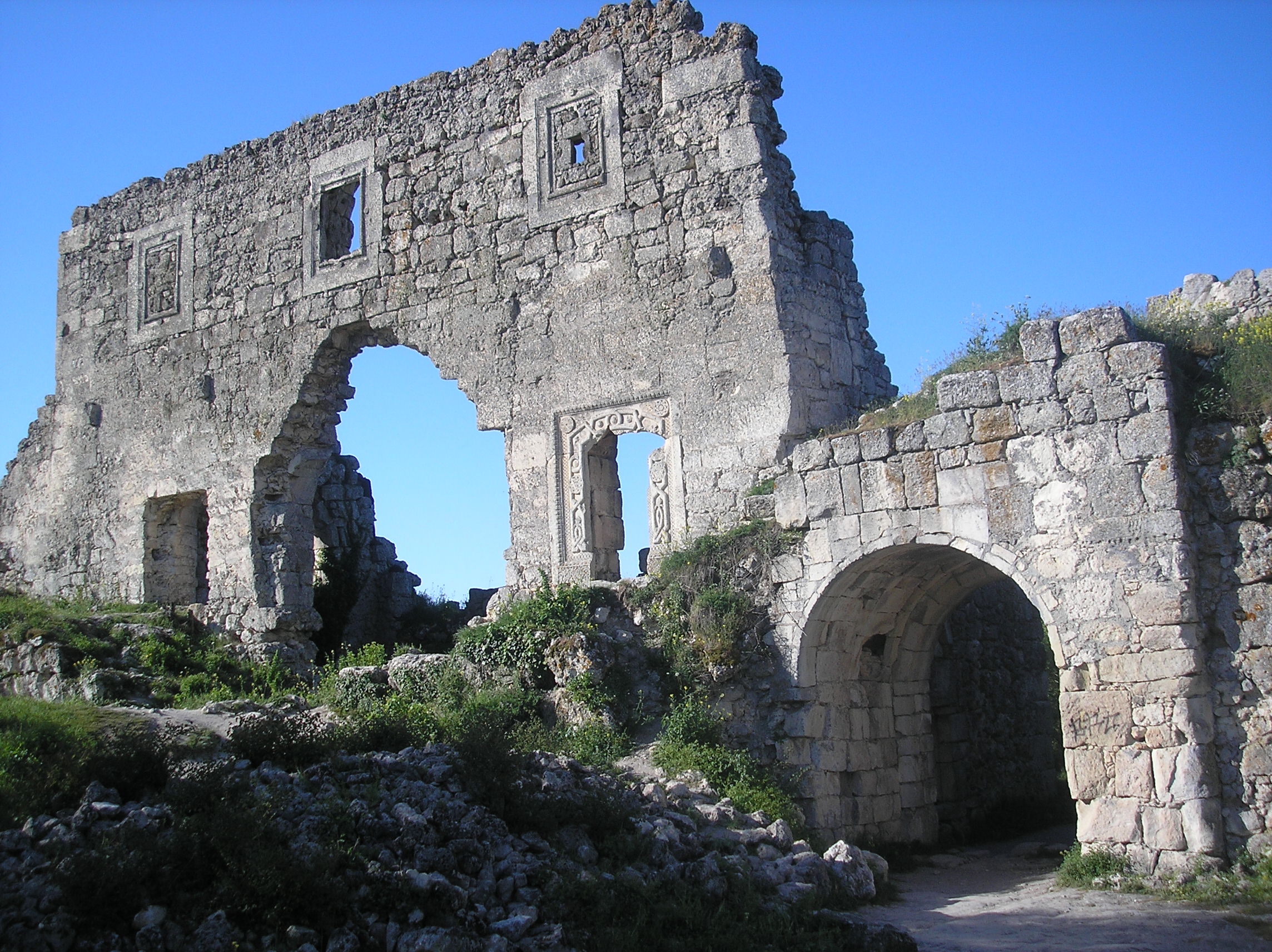
Стіна цитаделі

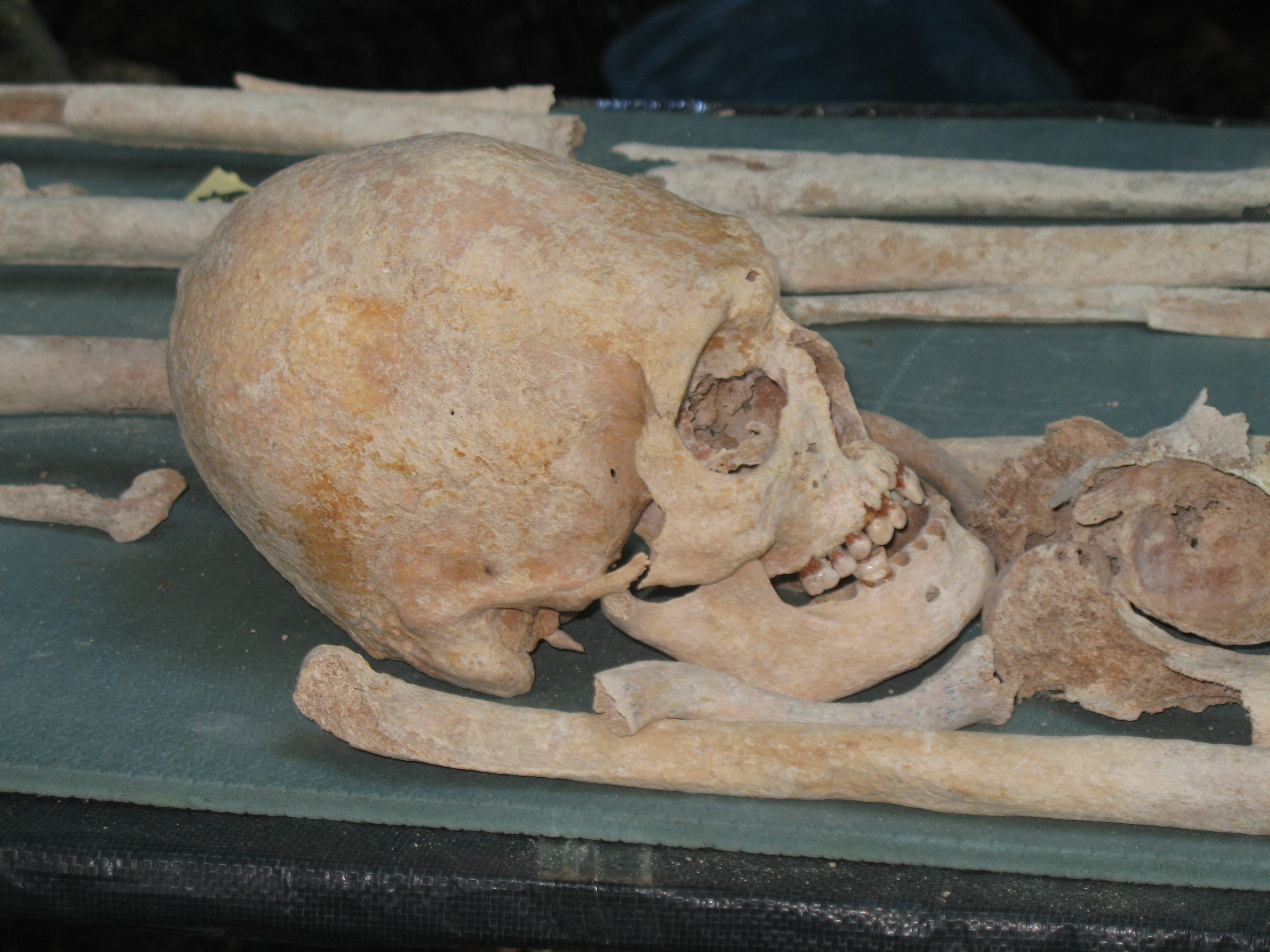
Череп зі слідами штучної деформації із поховання аланів на схилах печерного міста Мангуп-Кале

Розкопки показали, що людина вперше з'явилася на плато у мідно-кам'яну та бронзову добу (5 тисяч років тому). Знайдена кераміка таврів І тисячоліття до Р. Х.
Сучасна періодизація Мангупа містить шість основних етапів його історії: пізньоримський (кінець ІІІ — середина VI століть), ранньовізантійський (середина VI — кінець VIII століть), хозарський (кінець VIII — середина IX століть), фемний (середина IX — середина XI століть), феодоритський (XIV століття — 1475 рік.) і турецький (османський, 1475—1792 рр.).
У IV—V ст. виникло поселення алано-готів, яке перебуває у тісних зв'язках з грецьким Херсонесом.
У другій половині V ст. за ініціативою візантійської адміністрації на Мангупському плато зводяться перші укріплення. У центрі міста будується базиліка.
У VII-ІХ ст. Мангупське місто у візантійських джерелах згадується під іменем Дорос як столиця князівства Дорі (Трубачов припускав, що топоніми «Дорос» та Дорі походять від слова праіндійського походження «Дорант», яке означає «печерна країна» або «країна, що багата печерами») — Кримської Готії.
Тут знаходиться Готська єпархія.
80-ті рр. VIII ст. Хозарський каганат захоплює Дорос. Це спровокували антихозарське повстання на чолі з єпископом Іоанном Готським, яке було придушене.
Не пізніше серед. 9 ст. фортеця знов стала візантійською. Імовірно, саме тоді М. став значним центром виноробства. Розвиток міста був раптово перерваний наприкінці 10 — на поч. 11 ст. Причиною цього міг стати напад печенігів або землетрус.
У середині XIV ст. місто отримало назву Феодоро, яке стало столицею однойменного пізньовізантійського князівства.
Наприкінці XIV ст. місто було розорене військами Тамерлана (Тимура).
XV ст. — розквіт Феодоро. У місті зміцнюються оборонні споруди, реконструюються базиліка, цитадель та палац правителя, збільшуються «печерні» церкви та монастир. Зростає значення князівства Феодоро, не тільки в південно-західному Криму, але і в християнському світі, разом з цим, зростає і місто.
1426 року Мангупська княжна Марія вийшла заміж за майбутнього трапезундського (і останнього) імператора Давида Комнина.
1472 року Мангупська княжна Марія була видана за господаря Молдови Стефана.
Московський князь Іван III у 1474-75 роках вів перемовини з князем Феодоро Ісааком — про шлюб свого сина з Мангупською княжною. Були контакти князівства також і з київським князем Семеном Олельковичем.
1475 р. Феодоро було захоплено османськими військами. Це була остання столиця залишків Візантійської імперії, що підкорилася османам. Турки перебудували фортецю, яку перейменували на Мангуп (або Мангуп-Кале — фортеця Мангуп). До 1774 роки Мангуп був центром кадилика.
З кінця XV ст. у Мангупі залишається турецький гарнізон та невелике поселення караїмів.
1629 р. фортеця, що вважалась неприступною, була захоплена і розграбована загоном запорозьких козаків.
1774 р. турки залишили фортецю за умовами Кучук-Кайнарджійського миру в результаті програної російсько-турецької війни (1768-1774).
1792 р. поселення покинули останні мешканці — громада караїмів.

## Дослідження

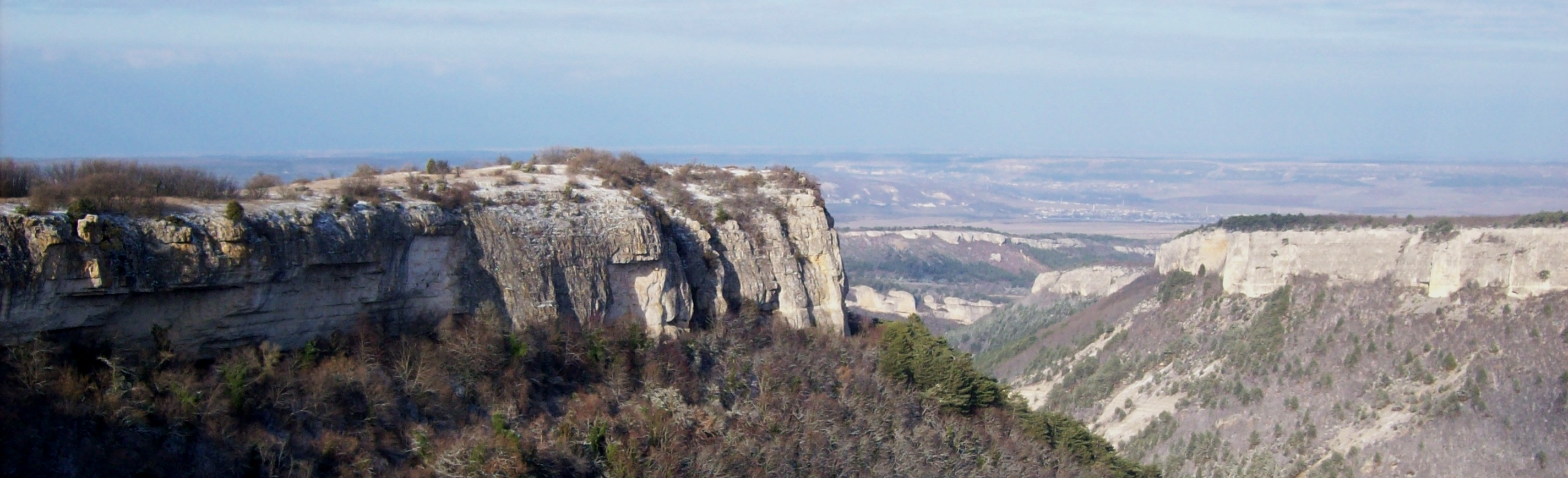
Вид на Еллі-Бурун (на фото ліворуч) з Дірявого мису

### Перші дослідники
Мангуп-кале доволі часто згадується в описах дипломатів і мандрівників Мартіна Бронєвського, Емілдіо Дортеллі д'Асколлі, Евлії Челебі, Дюбуа де Монпере та інших. Однак, на думку науковців, ці описи не можуть бути корисними для вивчення Мангуп-кале.
Перший науковий опис пам'яток Мангупа здійснено академіком Петером-Симоном Палласом, що відвідав Крим в 1793—1794 роках. Паллас детально описав географічне положення Мангупу, а також архітектурно-археологічні пам'ятки.
В 1821 році керівництво Російської імперії відкомандирувало академіка Келлера. Йому було доручено зробити опис архітектурних пам'яток городища з метою формулювання пропозицій для їхнього збереження.
Поява серйозних дослідницьких робіт пов'язана з початком розкопок на Мангупі. Перша археологічна експедиція на Мангуп була здійсненна в 1853 році під керівництвом О. Уварова. За його словами, від «шукав давні гробниці минулих володарів цього міста».
В 1890 році дослідник-германіст Ф. А. Браун організував експедицію на Мангуп, що, на його думку, був резиденцією готських конунгів.
Сліди перебування готів намагався відшукати і Р. Х. Лепер в 1912 році.

### ПередДругою світовою війною
В 1938 році була здійснена спроба розпочати системне вивчення Мангуп-кале. Для цього була організована експедиція під очільництвом Є. Веймарна, М. Тиханової і А. Якобсона.

### Проєкт«Готенланд»
Під час Другої світової війни пам'яткою були зацікавлені нацистські дослідники. В липні 1942 року Фрауенфельд спорядив археологічну експедицію, якою керував начальник СС і поліції в Тавриді бригадефюрер СС Людольф фон Альвенслебен, а полковник Вернер Баумельбург виконував обов'язки археолога. Експедиція мала досліджувати Бахчисарайський район та фортецю Мангуп-кале. Мета, яку переслідували нацисти, — пошук доказів перебування на Мангупі кримських готів. Третій Рейх шукав зв'язок між Кримом та Німеччиною, адже це мало стати основою для проєкту «Готенланд»: перетворення півострова на німецьку колонію.

### Дослідження в повоєнний час
Щорічні археологічні дослідження Мангуп-кале розпочалися в УРСР. Експедиція була створена на базі Кримського державного педагогічного університету імені М. В. Фрунзе (тепер — Таврійський національний університет імені В. І. Вернадського) в 1967 році під очільництвом Є.Вермайна. В 1976 році новим керівником експедиції стає О. Герцен, що на сьогодні є одним з найвідоміших дослідників археологічного комплексу Мангуп-кале.
За часів Незалежності України археологічні дослідження на Мангуп-кале тривали. Так само, як і в УРСР, експедиції відбувалися на базі ТНУ імені В. І. Вернадського.

### Дослідження Мангупа після 2014 року
Після анексії Криму Росією в березні 2014 року, всі археологічні дослідження, що проводяться на Мангуп-кале, є незаконними. Однак окупаційна влада продовжує проводити експедиції на базі так званого КФУ імені В. І. Вернадського.

## Пам'ятка архітектури
Печерне місто Мангуп фігурує як пам'ятка архітектури в таких документах:
- Постанова Ради Міністрів УРСР від 24.08.1963 р. № 970, обл. № 292;
- Постанова Ради Міністрів УРСР від 21.07.1965 р. № 711, обл. № 63;
- рішення Кримського облвиконкому від 05.09.1969 р. № 595; обл. № 696;
- рішення Кримського облвиконкому від 20.02.1990 р. № 48;
- Державний реєстр національної культурної спадщини (пам'ятники історії, монументального мистецтва та археології), затверджений наказом Міністерства культури та мистецтв України від 15.06.1999 р. № 393, додаток 3, номер за реєстром 373.

До складу архітектурної пам'ятки входить 41 елемент:
1. Комплекс головної лінії оборони (руїни);
2. західний фронт оборони зміцнення А-1-А-5 по західному обриву мису Чамни-Бурун;
3. північний фронт оборони А-6-А-9 за східним обриву мису Чамни-Бурун;
4. північний фронт оборони, нижня оборонна стіна в балці Табана-Дере;
5. північний фронт оборони, верхня оборонна стіна А-1-А-3 в балці Табана-Дере з вежами А-1-А-3;
6. північний фронт оборони, зміцнення А-14 з баштою А-4 по північно-східному обриву мису Чуфут-Чеарган-Бурун;
7. північний фронт оборони, зміцнення А-15 з баштою А-5-А-8 в балці Гамам-Дере
8. північний фронт оборони, зміцнення А-16 з баштою А-9, головними міськими воротами та барбаканом в балці Капу-Дере
9. південно-східний фронт оборони з укріпленнями А-17-А-20 (зміцнення А-17 з вежами А-20 і А-по південному обриву плато
10. друга лінія оборони з вежами В1-В9 (руїни) між південним обривом плато та балкою Гамам-Дере
11. комплекс міської забудови в межах другої лінії оборони
12. вівтар вирубний зі сліду-ми фрески в малій карстової печери на південному обриві плато
13. базиліка велика (Костянтина та Олени) (руїни)
14. базиліка мала (вирубні підставу) на південному обриві плато
15. винодавильні (тарапани) на плато
16. палац (руїни)
17. забудова житлова, господарська та культово-похоронна
18. монастир печерний з церквою, розписаної фресками
19. комплекс вирубних склепів та церква на скельній майданчику поблизу цитаделі біля південно-східного обриву плато
20. комплекс наземної церкви (вирубні підставу) над казематом в південно-східному обриві плато
21. кенаса (руїни)
22. мечеть турецька (руїни)
23. усипальниці вирубні над головними воротами кріпаками
24. церква Богородиці (руїни)
25. церква Св. Георгія (руїни)
26. каплиця-усипальниця-вирубні підставу над склепом та перед цитаделлю
27. комплекс цитаделі на мисі Тешклі-Бурун
28. донжон (руїни)
29. забудова житлова та господарська
30. каземати оборонні
31. комплекс печерних споруд «Барабан-Коба»
32. колодязь облоговий на території цитаделі
33. церква «гарнізонна» вирубна
34. храм октагональная (руїни)
35. комплекс споруд в балці Табана-Дере, каземати вирубні та печерна церква в західному обриві мису Чуфут-Чеарган-Бурун
36. приміщення вирубні в східному обриві мису Чамни-Бурун
37. споруди вирубні господарські у верхів'ях балки Табана-Дере
38. споруди печерні в краю мису Тешклі-Бурун
39. споруди на схилі Мангупського плато, кошари під східним урвищем мису Тешклі-Бурун
40. споруди печерні в південно-східному обриві мису Тешклі-Бурун
41. храм хрестоподібний

Рішенням Кримського облвиконкому від 22.05.1979 р. № 284, встановлена охоронна зона. Кордон проходить по шосе Залісне-Тернівка (по підніжжя Мангупського плато); Рішенням
Кримського облвиконкому від 15.01.1980 р. № 16, встановлена межа охоронної зони площею 337,0 га, у межах підошви гори Красномакська с/р, с. Ходжа-Сала, гора Мангуп.